# Kim Ok-suk
Kim Ok-suk (en hangeul 김옥숙), née le 8 septembre 1935 en Corée sous occupation japonaise, est une femme politique sud-coréenne, ainsi que la première dame de Corée du Sud de 1988 à 1993, en tant que femme du président Roh Tae-woo. Considérée comme l'une des premières dames les plus secrètes, elle reste néanmoins impliquée dans le soutien des orphelins et des malades en Corée du Sud.

## Biographie

### Jeunesse et éducation
Kim Ok-suk naît le 8 septembre 1935 à Antoku-men, en Corée sous occupation japonaise, de Kim Young-han et de Hong Mon-kyung. Elle est la quatrième enfant de ce couple, qui totalise trois fils et deux filles. Après avoir obtenu son diplôme au lycée pour filles Kyungpook, elle s'inscrit en économie domestique à l'université nationale Kyungpook, mais arrête de suivre ce cursus à l'issue de son mariage avec Roh Tae-woo, rencontrés par l'intermédiaire d'amis communs, lors de sa troisième année d'étude. 
Lors de l'élection présidentielle sud-coréenne de 1987, elle soutient son mari, en adoptant une image de soutien de l'ombre, et de femme ordinaire. Pendant la période électorale, elle était souvent présente dans la foule, à agiter des drapeaux, afin de promouvoir une image d'épouse modèle et dévouée, dans le cadre d'une stratégie électorale. 

### Première Dame de Corée du Sud
Dès le début de son mandat de Première Dame, Kim Ok-suk fait des apparitions à des évènements publics, comme la cérémonie d'ouverture des jeux olympiques d'été de 1988, qui se déroulent à Séoul. 
Très secrète et discrète, elle n'accorde aucune interview durant son mandant de Première Dame, et ne fait que très peu d'apparitions publiques. Il est presque impossible pour les médias de la contacter par téléphone, et ces derniers ne sont pas mis au courant de son emploi du temps, de ses visites professionnelles. Lors de son passage à la Maison Bleue, elle est considérée comme l'une des Premières Dames les plus silencieuses et les plus effacées, ce qui conduit certaines associations féministes sud-coréennes à se plaindre, estimant que Kim Ok-suk négligeait des problèmes dont la première dame devrait se soucier. Malgré ces accusations, elle effectue des visites récentes dans des orphelinats de Busan et Séoul, donnant un soutien financier et humain à plusieurs orphelins. Elle est également responsable de la construction de plusieurs maisons de retraite et d'orphelinats dans des régions reculées du pays.   
Malgré son attrait pour la mode, Kim Ok-suk fait très attention à sa tenue, et cherche à imiter le style classique de l'ancienne première dame Yuk Young-soo, avec des hanboks blancs et ivoires, afin de dégager une attitude calme et réservée, et d'accentuer son image de citoyenne ordinaire. Elle désire montrer une image sobre au peuple coréen, afin de contraster avec Lee Soon-ja, la femme de l'ancien président et dictateur militaire Chun Doo-hwan, peu appréciée car très extravertie, méprisante, et s'habillant de manière très extravagante et onéreuse. Pour cette même raison, malgré plusieurs témoignages décrivant Kim Ok-suk comme une femme active et impliquée, elle se force à rester en retrait pour son image publique.   
Elle participe également à la repentance des actions de son mari lors du soulèvement de Gwangju, en 1980. Deux jours après son investiture, elle est aperçue se recueillant sur une tombe à la mémoire des victimes. Bien que son mari ne se soit pas excusé à ce moment de ses actions lors du soulèvement, sa famille, en particulier Kim Ok-suk, fait acte de regrets, et souhaite se repentir et s'excuser auprès du peuple coréen, une attitude qui contraste avec celle de la famille du président Chun Doo-hwan, lui aussi impliqué, qui n'a jamais montré le moindre remords. 
Initialement opposée à la politique de Kim Young-sam, elle change d'avis durant son mandat, et tente de persuader son entourage de voter pour ce dernier, pour préparer au mieux la transition entre le gouvernement de son mari et le suivant.  

### Après la présidence et postérité
Après l'incarcération, puis la grâce de son mari, elle s'occupe principalement de son mari, fortement affaibli à la suite d'une opération du cancer de la prostate. Elle se consacre également au remboursement de la dette de son mari à l'état sud-coréen, à l'issue de son procès pour corruption et haute trahison, procès pour corruption dans lequel elle comparaît également.  
Elle survit à son mari, Roh Tae-woo, qui décède en octobre 2021 de complications de son cancer de la prostate,. Elle tient une place d'honneur lors des funérailles d'État, mais ne peut pas bénéficier d'une pension du gouvernement en tant que veuve d'un ancien président, son mari ayant été condamné à de la prison.
Considérée comme étant l'une des rares premières dames à avoir fait un nombre très limité d'interventions publiques, elle est décrite par les analystes comme une assistante de l'ombre. Le rôle de première dame voit ses fonctions considérablement réduites lors de son mandat et cantonné à un rôle d'hôtesse de la Maison Bleue, en raison de l'image publique très négative de la précédente première dame, Lee Soon-ja. Elle reste majoritairement peu connue du peuple coréen, ce dernier n'ayant d'elle ni d'opinions négatives ou positives.

## Vie personnelle
Elle se marie à Roh Tae-woo le 31 mai 1959, alors qu'il était encore officier de l'armée coréenne. Ensemble, ils ont deux enfants, Roh Soh-young (en) et Roh Jae-heon.
Elle apprécie fortement le tennis, qu'elle pratique régulièrement en duo avec son mari.